# Ezio Rosi
Ezio Rosi (Vicenza, 19 marzo 1881 – Bologna, 5 agosto 1963) è stato un generale italiano, che prima della seconda guerra mondiale fu comandante della divisione Granatieri di Sardegna e quindi dell'Armata del Po. Durante la guerra ricoprì alti incarichi. Fu dapprima comandante della 6ª Armata, poi capo di stato maggiore del Regio Esercito e quindi comandante del Gruppo d'armate Est. Nei giorni immediatamente successivi l'armistizio dell'8 settembre 1943 si oppose alle resa incondizionata ai tedeschi, e una volta catturato presso il suo Quartier generale dopo un colpo di mano effettuato da parte di reparti corazzati, fu deportato in Polonia e rinchiuso nell'Offizierlager 64/Z un campo di concentramento per ufficiali.

## Biografia
Nacque a Vicenza il 19 marzo 1881, e si arruolò nel Regio Esercito frequentando la Scuola di Applicazione di Artiglieria e Genio di Torino da cui uscì con il grado di sottotenente. Fu promosso tenente il 1º settembre del 1903.
Prese parte alla prima guerra mondiale, ed il 29 aprile 1916, con decreto del Comando Supremo, fu promosso al grado di maggiore. di fanteria. Alla fine della guerra ricopriva il grado di tenente colonnello, insignito del titolo di Cavaliere dell'Ordine della Corona d'Italia e decorato con una Medaglia di bronzo al valor militare. Il 19 maggio 1919 fu insignito del titolo di Cavaliere dell'Ordine militare di Savoia. Promosso Colonnello divenne comandante dell'11º Reggimento d'artiglieria.
Nell'agosto del 1928, su proposta di Mussolini, con Regio Decreto cessa la carica di comandante dell'11º Reggimento d'artiglieria e viene trasferito nel Corpo di Stato Maggiore e nominato Capo di Stato Maggiore del Comando Militare della Sicilia.
Con il grado di generale di brigata collaborò allo svolgimento della guerra d'Etiopia come Direttore generale dei servizi logistici presso il Ministero della Guerra, ed al termine del conflitto fu promosso al grado di generale di divisione per meriti eccezionali. Tra il 1937 e il 1938 ricoprì l'incarico di comandante della 21ª Divisione fanteria "Granatieri di Sardegna", succedendo al generale Carlo Geloso.
All'entrata in guerra del Regno d'Italia, il 10 giugno 1940, assunse il comando del VI Corpo d'armata in corso di costituzione nell'area di Bologna. Il 15 febbraio 1941 fu nominato comandante della 6ª Armata, e il 20 gennaio 1942 fu promosso al grado di generale designato d'armata. Il due febbraio 1943 assunse la carica di Capo di stato maggiore del Regio Esercito, sostituendo in tale incarico il generale Vittorio Ambrosio divenuto Capo di Stato Maggiore Generale.
Mantenne l'incarico per poco tempo, in quanto già nel mese di maggio fu sostituito interinalmente dal generale Giuseppe De Stefanis, in attesa del ritorno di Mario Roatta. Il 1 giugno assunse il comando del Gruppo d'armate Est, con Quartier generale a Tirana, che disponeva di due armate, la 9ª e l'11ª, schierate nel settore del Balcani. 
Il 1 luglio 1943 venne elevato al rango di generale d'armata. Nel mese di agosto l'11ª Armata del generale Carlo Vecchiarelli venne sottratta alla sua autorità e trasferita sotto la giurisdizione dello Heeresgruppe E del generale Alexander Löhr.
Il giorno 8 settembre apprese della proclamazione dell'armistizio con gli anglo-americani dalla radio dell'EIAR. Deciso a resistere ai tedeschi cercò attivamente di organizzare la resistenza, tentando di comunicare con il Comando supremo italiano. Non riuscendo più a comunicare con il Comando supremo italiano a partire dalle ore 22 dello stesso giorno, ed non avendo ricevuto la "Memoria OP 44" sostituito dal telescritto n. 24202/OP, una sintesi del "promemoria" diramato alle 0,30 del 9 settembre, dovette decidere da solo quale linea tenere con gli ex alleati.
A partire dalle 22 di quella notte e per le due notti successive prese ad intavolare trattative con il comandante della 2ª Panzer Armee, generale Lothar Rendulic, riuscendo a raggiungere un accordo con il generale tedesco Hans Bessel che prevedeva che le unità al suo comando sarebbero rientrate in Italia dopo aver ceduto le armi pesanti e quelle collettive, ma conservando quelle leggere. Tale accordo fu raggiunto all'alba del giorno 11, ma alle undici del mattino avvenne un colpo di mano dei reparti corazzati germanici contro il suo Quartier generale. Fatto prigioniero dal generale Walter Gnamm, appartenente alla Luftwaffe, fu trasportato a Belgrado, e successivamente trasferito a Vienna. I tedeschi lo sostituirono temporaneamente con il generale Renzo Dalmazzo, comandante della 9ª Armata che emanò l'ordine di disarmo delle unità italiane, e della consegna delle armi agli ex alleati.
Rifiutando egli ogni collaborazione fu deportato nel Lager 64Z di Schokken, in Polonia, e successivamente trasferito nel campo di punizione di Thorn (Pomerania) per aver mantenuto le sue posizioni fortemente antitedesche e per essersi rifiutato di aderire alla Repubblica Sociale Italiana.
Estradato in Italia per essere processato dal Tribunale Speciale di Verona, fu consegnato alle autorità della Repubblica Sociale Italiana ed incarcerato. Il processo, iniziato il 28 gennaio del 1944, terminò con la sua assoluzione da ogni capo di imputazione, ed egli uscì dal carcere di Brescia nel gennaio del 1945. Tuttavia dati i suoi personali sentimenti antifascisti ed antitedeschi fu sottoposto a misure di sorveglianza speciale, che terminarono il 25 aprile del 1945 con la fine della guerra in Italia. Si spense a Bologna il 5 agosto 1963.

### Annotazioni
1. ↑  Regio Decreto del 6 luglio 1936 con la seguente motivazione:Ufficiale di alto intelletto, profonda cultura e grande equilibrio, quale direttore generale dei servizi logistici presso il Ministero della guerra – confermò nella preparazione e funzionamento dei servizi inerenti alle operazioni di guerra in A.O., doti eccezionali di organizzatore previdente e sagace.
2. ↑  Schierata in Albania al comando del generale Lorenzo Dalmazzo.
3. ↑  Schierata in Grecia, al comando del generale Carlo Vecchierelli.
4. ↑  Il disarmo degli alleati italiani fu studiato dall'OKW subito dopo la caduta del regime fascista avvenuta il 25 luglio 1943. Si trattava del piano Alarich suddiviso in più studi tra cui Konstantin, concernente le truppe italiane nei Balcani, in Grecia ed in Egeo, la cui esecuzione venne affidata al "Comandante Superiore del Sud-Est", maresciallo Maximilian von Weichs, che aveva Quartier generale a Belgrado.
Le altre azioni preliminari di Alarich erano le operazioni Eiche (liberazione di Benito Mussolini), Student (occupazione di Roma e cattura della famiglia reale, del governo e del Comando supremo italiano), Schwarz (disarmo ed internamento del Regio Esercito) e Achse (cattura della flotta da battaglia della Regia Marina).
5. ↑  La Memoria OP.44 era suddivisa in due parti formulate dal comando supremo. Il "Promemoria n. 1" era destinato agli Stati Maggiori delle altre Forze Armate, mentre il "Promemoria n. 2" era destinato ai comandi direttamente dipendenti.
6. ↑  Si tratta dell'Ordine N. 24202/OP diramato a firma del generale Ambrosio l’8 settembre 1943, che terminava con le parole Non deve però essere presa iniziativa di atti ostili contro i germanici.
7. ↑  Assieme a lui venne catturato anche il generale Alessandro Albert, facente funzioni di Capo di stato maggiore del Gruppo di Armate Est in sostituzione del generale Emilio Giglioli rimasto in Italia.
8. ↑  Suo compagno di prigionia fu il generale Ugo Ferrero, ucciso successivamente durante la cosiddetta Marcia della morte dei generali.
9. ↑  Insieme a lui furono deferiti al Tribunale speciale i generali Mario Robotti, comandante della 2ª Armata; Italo Gariboldi, comandante dell'8ª Armata; Mario Vercellino, comandante della 4ª Armata, Mario Caracciolo di Feroleto, comandante della 5ª Armata; Carlo Vecchiarelli, comandante dell'11 Armata; Riccardo Moizo, Alto Commissario per Lubiana; e gli ammiragli Inigo Campioni, Luigi Mascherpa, Francesco Zannoni, Gino Pavesi e Priamo Leonardi.

### Fonti
1. 1 2  Gazzetta Ufficiale del Regno d'Italia n.207 del 2 settembre 1903.
2. ↑  Gazzetta Ufficiale del Regno d'Italia n.126 del 29 maggio 1916.
3. 1 2  Cataldi 1986, p. 203.
4. ↑  Grilletta 2003, p. 244.
5. 1 2  Candeloro 1990, p. 120.
6. ↑  Ragionieri, Nistri, Rossi 2007, p. 206.
7. 1 2 3 4  Meccariello 2003, p. 2111.
8. 1 2  Meccariello 2003, p. 2097.
9. 1 2 3 4  Meccariello 2003, p. 2112.
10. ↑  Gazzetta Ufficiale del Regno d'Italia n.289 del 5 ottobre 1938.
11. ↑  Gazzetta Ufficiale del Regno d'Italia n.205 del 14 giugno 1942-XIX.
12. ↑  Gazzetta Ufficiale del Regno d'Italia n.228 del 5 ottobre 1938.
13. ↑  Gazzetta Ufficiale del Regno d'Italia n.86 del 13 aprile 1937.